# Piotr Milewski (skrzypek)
Piotr Milewski (ur. 1959) – polski skrzypek i pedagog.
Absolwent Akademii Muzycznej w Poznaniu (klasa Jadwigi Kaliszewskiej). Studiował również m.in. w Juilliard School w Nowym Jorku (był tam również pedagogiem w latach 1988–1997). Laureat międzynarodowych konkursów skrzypcowych.

## Nagrody
- 1977: Międzynarodowy Konkurs Skrzypcowy im. Henryka Wieniawskiego – II nagroda
- 1978: Międzynarodowy Konkurs Skrzypcowy im. Niccolò Paganiniego – II nagroda
- 1980: Międzynarodowy Konkurs Muzyczny im. Królowej Elżbiety Belgijskiej – VI nagroda